# Mala Bukovica
Mala Bukovica este o localitate din comuna Ilirska Bistrica, Slovenia, cu o populație de 161 de locuitori.